# 馬負書
馬負書（？年—1767年），漢軍鑲黃旗人。清朝軍事人物。

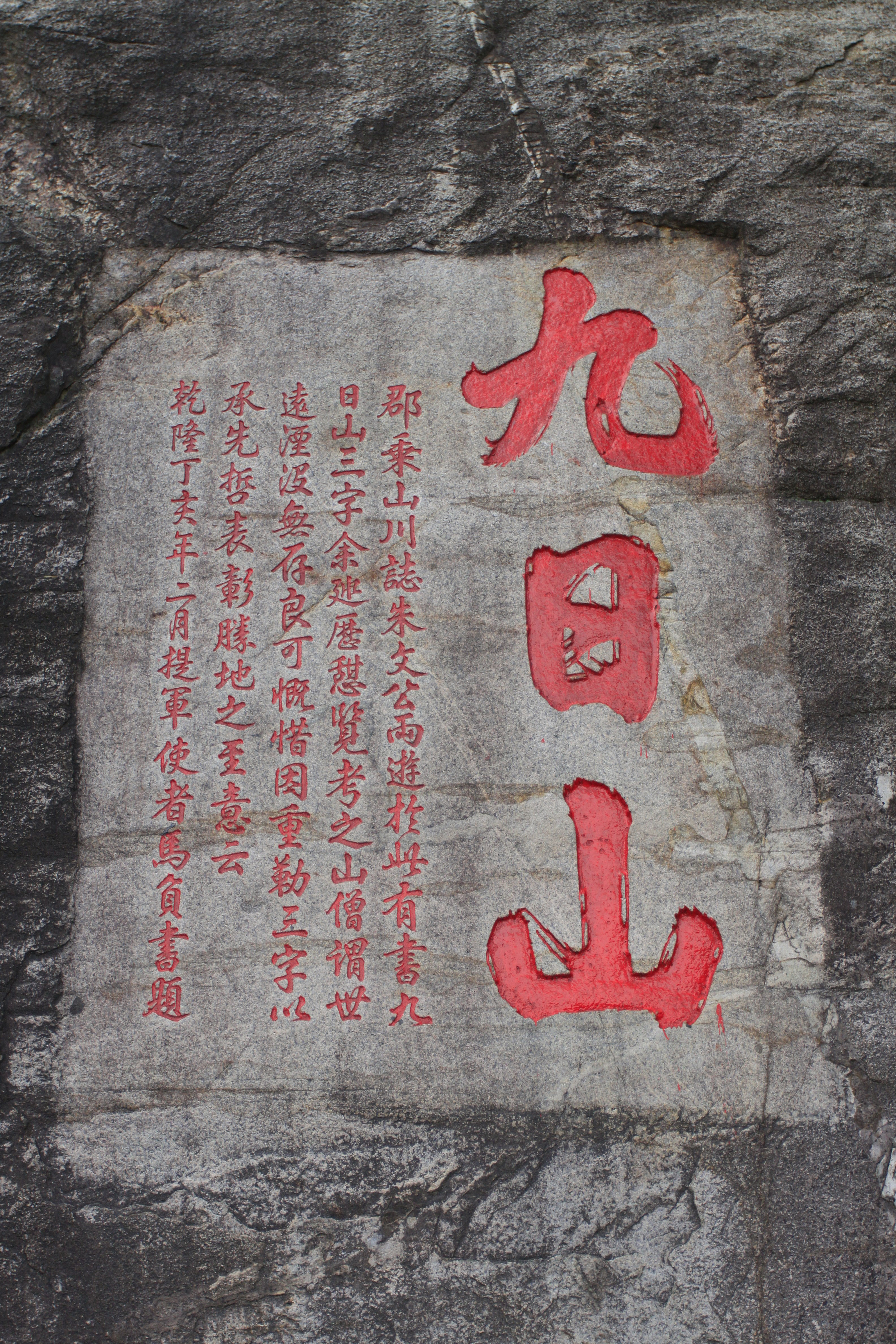
馬負書在泉州九日山的題刻

乾隆元年（1736年）丙辰科一甲一名武进士，授头等侍卫。累迁福建漳州镇总兵。乾隆十六年（1751年）任台灣鎮總兵。乾隆十七年（1752年）署理古北口提督。次年改署福建陆路提督。卒谥昭毅。《清史稿》有傳。

## 參考文獻

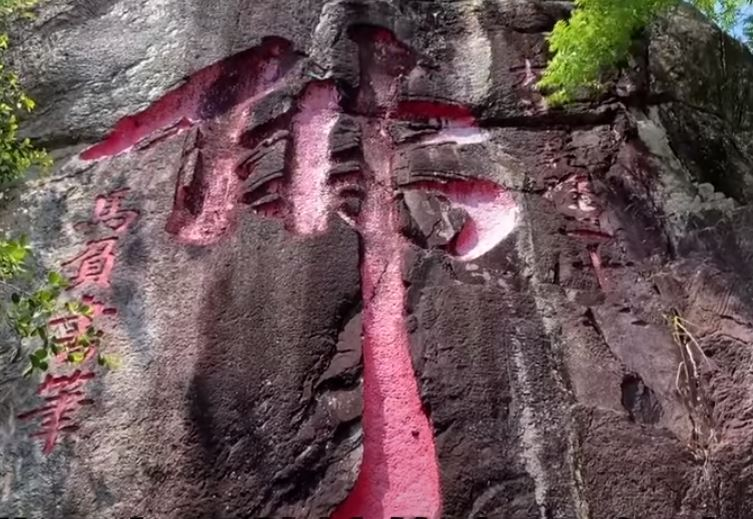
马负书石刻书法